# Rudnik (Gornji Milanovac)
Rudnik (Servisch cyrillisch Рудник) is een plaats in de Servische gemeente Gornji Milanovac. De plaats telt 1706 inwoners (2002).